# Кадрие Нурмамбет
Кадрие Нурмамбет (на румънски: Kadriye Nurmambet) е румънска кримско-татарска изпълнителка на народни песни и фолклористика. В родната си страна спечелва прозвището Славеят от Добруджа.

## Биография
Кадрие е родена на 21 август 1933 г. в региона на Добруджа, Кралство Румъния (днес Добрич, България) в семейство на кримски татари. Баща ѝ е офицер-помощник на стрелец. Когато Румъния отстъпва Южна Добруджа на България в началото на Втората световна война, семейството Кадрие се премества на север, в Меджидия, където баща ѝ е назначен за командир на гарнизона.
Тя учи право в Букурещки университет, като го завършва през 1957 година. Тя става първата жена-адвокат от кримско-татарски произход в Румъния, работи в Кюстенджа в адвокатска колегия.
Нурмамбет е имала интерес към фолклор и народна музика още от детството си, и от ранна възраст участва в състава на кримските татари и румънски фолклорни колективи. През 1950 г. тя излиза на сцената на Румънския атенеум, заедно с редица известни в страната артисти.
През 1954 г. професорът в Националния университет по музика в Букурещ Тибериу Александър я похвалва в речта си и благодарение на него гласът на Кадрие зазвучава по радиото. Първата ѝ плоча е издадена през 1960 г., по силата на етикета Electrecord, след нея последваад и други: през 1963, 1974, 1980, 1982 и 1989 г.
Кадрие научава първите народни песни от майка си. По-късно тя показва силен интерес към събирането на традиционните песни. Тя пътува из цяла Добруджа и търси местни жители – носители на кримско-татарската, ногайската и турската култура. През 1957 г., тя е поканена за записване на повече от 90 традиционните татарски и турски песни за Златния аудио архив на Института по етнография и фолклор в Букурещ. През целия си живот тя полага огромни усилия, насочени към запазване на традиционната музика на турците и татарите в Румъния, обучавайки изпълнители на фолклор.
Последният ѝ студиен албум е пуснат през 2009 г. от компанията Electrecord.